# Nieuw-Steyl
Nieuw-Steyl is een wijk van Tegelen (stadsdeel van de gemeente Venlo) in de Nederlandse provincie Limburg. Nieuw-Steyl is de nieuwe naam voor de wijk die tot eind jaren 80 bekendstond als de Alland.
|  | Steyl wordt ingedeeld in twee gebieden: 1. Oud-Steyl: De oude kern, gelegen ten westen van de Roermondseweg 2. Nieuw-Steyl: Het nieuwe gedeelte, gelegen ten oosten van de Roermondseweg |

Deze twee gedeelten zijn erg verschillend van uiterlijk: Oud-Steyl is een bekend kloosterdorp waar zich drie congregaties bevinden met ieder hun eigen kloostergebouwen. Nieuw-Steyl is een relatief jonge wijk: pas sinds eind jaren 60 is deze volledig bebouwd.

## Geschiedenis
Rond 1800 was het grondgebied van de huidige wijk Nieuw-Steyl vrijwel onbebouwd, uitgezonderd enkele huizen in de gehuchten Op Heis, Sieb, Nabben en Middelt. Op de Tranchotkaart uit 1804 wordt het grondgebied van Nieuw-Steyl aangeduid als "Hahner Veld" (zuidwestelijke gedeelte). Na 1870 verschijnen de eerste huizen buiten de hierboven genoemde gehuchten.
Eind jaren 60 herrijzen in de wijk vele flatgebouwen en in 1969 wordt in de wijk het openbare zwembad geopend. In de jaren zeventig en 80 verloedert de wijk en staat die bekend als een wijk met verschillende overlastgevende groeperingen. De gemeente Tegelen besluit in samenwerking met de woningbouwvereniging de wijk rigoureus aan te pakken. Er volgt een grootscheepse renovatie, de gebouwen van ijzergieterij de Globe worden gesloopt en er worden veel nieuwbouwwoningen neergezet. De naam Alland wordt veranderd in Nieuw-Steyl en de plaatselijke Allandstraat gaat Terracottalaan heten. Nieuw-Steyl is daardoor al jaren geen probleemwijk meer.
Ongeveer 25% van de wijkbewoners woont in een flatwoning, tegen minder dan 20% van de inwoners in de gehele gemeente Venlo.